# Diospyros natalensis
Diospyros natalensis là một loài thực vật có hoa trong họ Thị. Loài này được (Harv.) Brenan mô tả khoa học đầu tiên năm 1954.